# 自由と民主主義のヨーロッパ
自由と民主主義のヨーロッパ（じゆうとみんしゅしゅぎのヨーロッパ）は、かつて存在した欧州懐疑派の欧州議会の政治会派。

## 沿革
2009年の欧州議会議員選挙を受けて、独立と民主主義グループと諸国民のヨーロッパ連合の2つの会派は存続の危機に立たされた。独立と民主主義グループに属していたイギリス独立党は躍進したものの、同会派に属していたほかの政党は低調に終わった。諸国民のヨーロッパ連合も同様に議席数を減らし、両会派は議院規程で定める、会派存続に必要な最低所属議員数を満たすことができなかった。両会派に残った議員は2009年7月14日の新議会招集までに新会派の結成を模索することが求められた。
2009年6月30日、新会派についての見通しが明らかとなった。新会派の名称は「自由な諸国民のヨーロッパ」や「自由のための諸国民のヨーロッパ」などが挙がり、また「独立」、「自由」、「民主主義」、「人民・国民」という言葉が会派名に含められるということも見込まれた。正式名称がつけられなかったうちは、新会派に「自由」という仮名が付けられていた。
2009年7月1日、新会派発足についての報道発表が行なわれた。この場で新会派の名称が「自由と民主主義のヨーロッパ」とすることが明らかにされた。
極右であるオーストリア自由党の欧州議会議員団代表のアンドレアス・メルツァーは、自由党の自由と民主主義のヨーロッパへの合流を協議していることを明らかにしたが、これ以外の情報については双方から発表されていない。一部の報道では政治家改革派党がオーストリア自由党の合流を拒んでいるということが伝えられ、またイギリス独立党とスロバキア国民党とのあいだではベネシュ布告をめぐって意見の不一致がある。
2014年に自由と直接民主主義のヨーロッパへと改組された。

## 参加政党・議員
以下は2012年9月の時点で自由と民主主義のヨーロッパに参加していた政党・議員である。
| 国           | 政党                                         | 議員数 | 以前の参加会派         |
| ------------ | -------------------------------------------- | ------ | ---------------------- |
| ベルギー     | 無所属                                       | 1      | -                      |
| デンマーク   | デンマーク国民党                             | 1      | 諸国民のヨーロッパ連合 |
| フィンランド | 真のフィンランド人                           | 1      | -                      |
| フランス     | リベルタス・フランス（フランスのための運動） | 1      | -                      |
| ギリシャ     | 国民正統派運動党                             | 2      | 独立と民主主義グループ |
| イタリア     | 同盟                                         | 9      | 諸国民のヨーロッパ連合 |
| イタリア     | イタリアを愛する                             | 1      | 欧州人民党グループ     |
| リトアニア   | 秩序と正義                                   | 2      | 諸国民のヨーロッパ連合 |
| オランダ     | 政治家改革派党                               | 1      | 独立と民主主義グループ |
| ポーランド   | 連帯ポーランド                               | 4      | 欧州保守改革グループ   |
| スロバキア   | スロバキア国民党                             | 1      | 諸国民のヨーロッパ連合 |
| イギリス     | イギリス独立党                               | 10     | 独立と民主主義グループ |